# Новогорлівка
Новогорлівка — сучасний східний район міста Горлівка у Калінінському районі, колишнє місто Донецької області.

## Історія
1932 року з Артемівська (нині Бахмут) планувалося перенести адміністративний центр Донецької області до Горлівки. Для цього було прийнято рішення про розбудову Нової Горлівки на рівному плато. Проте Лазар Каганович вважав це місце неприйнятним для нового обласного центру.
Навколо збудованої шахти № 8А імені Сталіна (тепер — шахта імені Гайового), Горлівського коксохімзаводу, Азотнотукового заводу імені Серго Орджонікідзе (з 1933 року, нині — ВО «Стирол»), Новогорлівський машинобудівний завод, Горлівського рудоремонтного заводу виросло поселення Новогорлівки.
1939 року Новогорлівці надано статус міста. Тут налічувалося 5 кінотеатрів, 5 бібліотек та 5 нових шкіл.
1943 року Новогорлівка увійшла до складу Калінінського району Горлівки.
До Новогорлівки відносяться мікрорайони: Шмідта, Жовтневе, Горобцівка, Кузнецівка, Поштове.